# Petar Brlek
Petar Brlek (ur. 29 stycznia 1994 w Varaždinie) – chorwacki piłkarz występujący na pozycji pomocnika w polskim klubie Wieczysta Kraków, reprezentant Chorwacji do lat 21. Od 2017 zawodnik włoskiego klubu Genoa CFC, od 2019 wypożyczony do Ascoli Picchio FC 1898.

## Kariera klubowa
Jest wychowankiem klubu ze swojego rodzinnego miasta – Varteksu. Grał w juniorskich drużynach Slobody Tužno i Slavena Belupo.
Jego pierwszym klubem w seniorskiej karierze był Slaven Belupo. W barwach pierwszej drużyny występował w latach 2011–2016. 27 lutego 2016 roku podpisał 3,5 letni kontrakt z Wisłą Kraków. W barwach Białej Gwiazdy zadebiutował 4 marca 2016 roku w zremisowanym 1-1 meczu z Piastem Gliwice. Swojego premierowego gola dla Wisły zdobył 31 października 2016, w 14 minucie meczu z Zagłębiem Lubin. Został on wybrany najpiękniejszym golem 14. kolejki LOTTO Ekstraklasy sezonu 2016/2017. 24 sierpnia 2017 roku, został oficjalnie ogłoszonym nowym zawodnikiem Genoa CFC. We włoskim klubie, do którego trafił za 2 miliony euro, rozegrał 5 meczów, spędzając na boisku 232 minuty. W lutym 2018 powrócił do Wisły Kraków, na zasadzie półrocznego wypożyczenia. 9 grudnia 2024 ogłoszony został jego transfer do Wieczystej Kraków.